# NGC 1358
NGC 1358 é uma galáxia {{{typ}}} localizada na direcção da constelação de Eridanus. Possui uma declinação de -05° 05' 20" e uma ascensão recta de 3 horas, 33 minutos e 39,7 segundos.
A galáxia NGC 1358 foi descoberta em 5 de Outubro de 1785 por William Herschel.